# Zizhongosaurus

Zizhongosaurus (лат.) — род ящеротазовых динозавров из инфраотряда зауроподов, живших в раннем юрском периоде, на территории Азии. Окаменелости зауропода были найдены в уезде Цзычжун провинции Сычуань, Китай. Впервые описан палеонтологом Дун Чжимином в 1983 году. Представлен одним видом — Z. chuanchengensis.